# Klaas Koster
Klaas Koster (* 13. Januar 1885 in Schellinkhout östlich von Hoorn in der Provinz Noord-Holland; † 8. Januar 1969 in Hilversum) war ein niederländischer Maler.

## Leben
Klaas Koster war der Sohn von Dirk Koster (1855–1935) und Geertje Lakeman (1853–1924). Seine künstlerische Ausbildung begann er an der staatlichen Kunstschule (Rijksnormaalschool voor Teekenonderwijzers) in Amsterdam, an der er von 1904 bis 1906 von Jan Visser und Willem Molkenboer unterrichtet wurde. Von 1906 bis 1910 setzte er sein Studium zunächst an der Rijksakademie van beeldende kunsten in Amsterdam bei Pieter Dupont und anschließend an der Akademie der Bildenden Künste München bei Martin von Feuerstein und Carl von Marr fort.
1920 heiratete er die niederländische Bildhauerin Bertha Jacoba Gottliebe barones thoe Schwartzenberg en Hohenlansberg (1891–1993) aus dem Adelsgeschlecht Schwarzenberg, die er zuvor unterrichtet hatte. Zusammen nahmen beide zudem in Bussum Unterricht bei Hendricus Petrus Bremmer. Das Ehepaar zog im Jahr der Hochzeit nach Hilversum. Dort wurde 1935 ihr Sohn geboren.

## Werk
Bis zu seinem Lebensende 1969 lebte und arbeitete Klaas Koster in Hilversum. Sein Werk umfasste hauptsächlich Porträts, Selbstporträts, Städtebilder, Küstenansichten, Stillleben und Landschaften. Neben seinem Beruf als Maler entwarf er um 1920 sein eigenes Zuhause in Hilversum. 
In seiner Arbeit wurde Koster stark von Henricus Petrus Bremmer beeinflusst. Er nutzte primär die Ölmalerei, daneben auch Pastellmalerei und Aquarelle. In Hilversum war er mehrere Jahre als Lehrer für Kunstgeschichte und Zeichnen tätig. Nicht zuletzt aufgrund seiner Ehe wurde er auch als „Aristokrat“ unter den Malern bezeichnet. Klaas Koster reiste gern, vor allem nach Frankreich, wo zahlreiche Bilder entstanden. In seinem Spätwerk ab den 1950er Jahren beschäftigte und malte er schwerpunktmäßig Schiffsporträts, die sich stark an Kapitänsbildern anlehnten. Aus diesem Spätwerk sind zahlreiche Gemälde überliefert.
Koster war Mitglied verschiedener Künstlervereinigungen, so der Arti et Amicitiae in Amsterdam, der Kunstenaarsvereniging Sint Lucas in Amsterdam, der Vereeniging van Beeldende Kunstenaars Laren-Blaricum sowie der Vereniging van Beeldende Kunstenaars in Hilversum.